# Castello di Coity

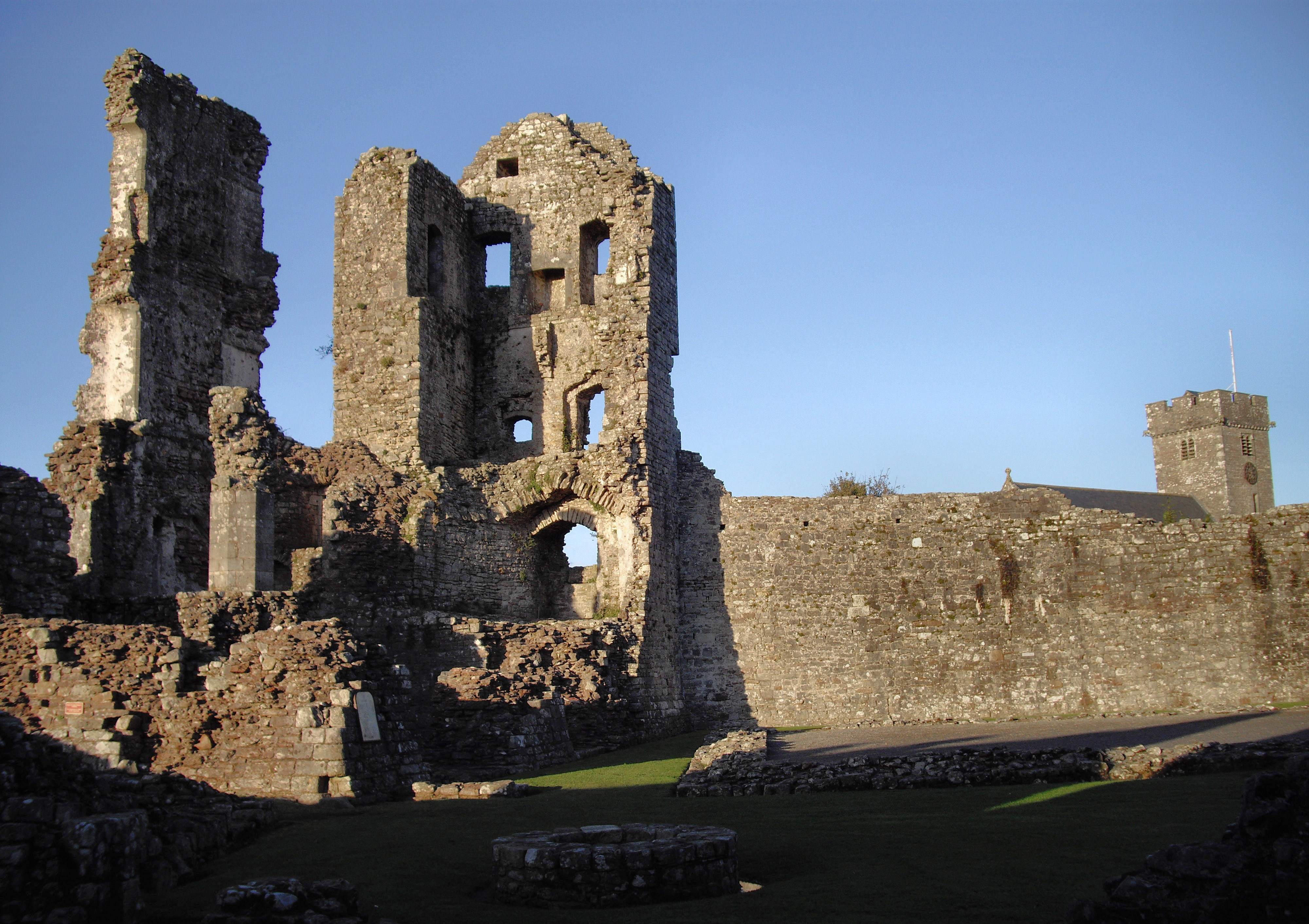
Rovine del castello di Coity

Il castello di Coity (in inglese Coity Castle; in gallese Castell Coety) è un castello fortificato in rovina della comunità gallese di Coity Higher, nel distretto di contea di Bridgend (contea tradizionale: Glamorgan; Galles sud-orientale), eretto nel XII secolo e  modificato nel corso del XIV secolo e che fu di proprietà delle famiglie de Turbeville e Gamage.
L'edificio è classificato come castello di primo grado ed è posto sotto la tutela del Cadw. 

## Storia
L'edificio originario, un motte e bailey protetto da una cinta in legno, venne costruito agli inizi del XII secolo per volere del normanno Payn de Turbeville, probabilmente sulle rovine di una fortezza preesistente di origine celtica o romana. De Turbeville aveva ottenuto la proprietà del territorio di Coity grazie al matrimonio con una donna gallese, figlia di Morgan ap Meurig, e discendente degli antichi proprietari.
In seguito alle insurrezioni gallesi del 1183-1184, tale edificio venne sostituito da Sir Gilbert de Turbeville con un castello in pietra.  Ulteriori modifiche furono in seguito apportate nel corso del XIV secolo e del XV secolo, quando il castello di Coity, che nel frattempo era diventata la principale fortezza della famiglia De Turbeville, assunse il suo aspetto definitivo.
Alla fine del XIV secolo, con l'estinzione della linea di successione maschile della famiglia De Turbeville, il castello di Coity passò in mano a Sir Lawrence Berkerolles, che rimase proprietario dell'edificio fino alla sua morte, avvenuta nel 1411. Nel frattempo, il castello di Coity, come altri castelli del Glamorgan, venne attaccatto più volte nel corso dell'insurrezione capitanata da Owain Glyndwr, subendo gravi danni.
Poco dopo la morte di Lawrence Berkerolles, si insediò nel castello di Coity Lady Joan Verney, ma la proprietà dell'edificio venne reclamata da William Gamage, marito di una discendente della famiglia De Turbeville, che attaccò la struttura. Gamage venne dapprima arrestato ed imprigionato nella torre di Londra, ma due anni dopo gli venne riconosciuta la legittima proprietà.
William Gamage intraprese un'opera di restauro della struttura, che incluse anche la realizzazione di una cappella.
In seguito, nel 1584, il castello di Coity venne ereditato da Barbara Gamage, che insieme al marito Sir Robert Sidney, conte di Leicester, intraprese un'opera di ammodernamento della struttura, in modo da renderla maggiormente abitabile. In seguito, i Sydney si trasferirono a Penshurst Place, dopodiché il castello di Coity cadde progressivamente in rovina.

## Architettura
Dell'edificio sono visibili le torri circolari, l'ingresso, l'ala orientale e l'area che era adibita a cucina.